# Pujehun
Pujehun – miasto w Sierra Leone, ośrodek administracyjny dystryktu Pujehun w Prowincji Południowej. Oddalone jest o 220 km od stolicy Freetown. Leży na granicy lasów namorzynowych i wilgotnych lasów równikowych.

## Ludność
Mieszkańcy miasta należą do różnych grup etnicznych, m.in. Mende, Krim i Bullom-Sherbro. Mimo znaczenia miasta jako siedziby władz dystryktu liczba ludności utrzymuje się tu na niewysokim poziomie. Prowadzone dotychczas spisy ludności wykazały następujące dane:
| Rok  | Liczba ludności | Uwagi           |
| ---- | --------------- | --------------- |
| 1963 | 2034            | oficjalny spis  |
| 1974 | 2802            | oficjalny spis  |
| 1985 | 3859            | oficjalny spis  |
| 2007 | ok. 8000        | dane szacunkowe |